# Rock You Like a Hurricane
"Rock You Like A Hurricane" er en sang af det tyske rockband Scorpions. Den blev udgivet som single i forbindelse med udgivelsen af albummet Love at First Sting i 1984. 
Nummeret er på følgende cd'er: 
- Love at First Sting (1984)
- Hurricane2000 (2000)

Sangen var derudover med i Guitar Hero III.
| Musik | Spire Denne musikartikel er en spire som bør udbygges. Du er velkommen til at hjælpe Wikipedia ved at udvide den. |